# Patrocínio Paulista
Patrocínio Paulista – miasto i gmina w Brazylii, w stanie São Paulo. Znajduje się w mezoregionie Ribeirão Preto i mikroregionie Franca.